# Phù Khê
Phù Khê là một phường thuộc tỉnh Bắc Ninh, Việt Nam.

## Địa lý
Phường Phù Khê có vị trí địa lý:
- Phía đông giáp các phường Tam Sơn và Đồng Nguyên
- Phía tây giáp xã Thư Lâm, thành phố Hà Nội
- Phía nam giáp phường Từ Sơn và xã Phù Đổng, thành phố Hà Nội
- Phía bắc giáp xã Văn Môn.

Phường Phù Khê có diện tích 14,03 km², dân số 50.574 người, mật độ dân số đạt 3.604 người/km².

## Hành chính
Phường Phù Khê được chia thành 4 khu dân cư: Tiến Bào, Nghĩa Lập, Phù Khê Đông, Phù Khê Thượng.

## Lịch sử
Trước đây, Phù Khê là một xã thuộc thị xã Từ Sơn.
Ngày 12 tháng 1 năm 2021, Ủy ban Thường vụ Quốc hội ban hành Nghị quyết 1191/NQ-UBTVQH14 về việc thành lập các phường thuộc thị xã Từ Sơn (nghị quyết có hiệu lực từ ngày 1 tháng 2 năm 2021). Theo đó, thành lập phường Phù Khê trên cơ sở toàn bộ 3,47 km² diện tích tự nhiên và 12.703 người của xã Phù Khê.
Ngày 1 tháng 11 năm 2021, thành lập thành phố Từ Sơn trên cơ sở toàn bộ diện tích và dân số của thị xã Từ Sơn, phường Phù Khê thuộc thành phố Từ Sơn như hiện nay.
Ngày 16 tháng 6 năm 2025, Ủy ban Thường vụ Quốc hội ban hành Nghị quyết số 1658/NQ-UBTVQH15 của UBTVQH về việc sắp xếp các đơn vị hành chính cấp xã của tỉnh Bắc Ninh năm 2025. Theo đó, sắp xếp toàn bộ diện tích tự nhiên, quy mô dân số của các phường Châu Khê, Hương Mạc và Phù Khê thành phường mới có tên gọi là phường Phù Khê.

## Địa chỉ trụ sở các cơ quan
- Trụ sở UBND phường: Khu phố Hương Mạc, phường Phù Khê
- Trung tâm phục vụ hành chính công: Khu phố Hương Mạc, phường Phù Khê
- Công an phường: Số 127, đường Lý Thường Kiệt, phường Phù Khê

## Danh nhân
- Nguyễn Văn Cừ: Tổng Bí thư Đảng Cộng sản Việt Nam